# نوبورو ترادا
نوبورو ترادا (انگلیسی: Noboru Terada) (زاده ۲۵ نوامبر ۱۹۱۷ - درگذشته ۲۶ سپتامبر ۱۹۸۶) یک شناگر اهل کشور ژاپن بوده است.
وی توانسته است مدال طلا شنا ۱۵۰۰ متر آزاد بازی‌های المپیک تابستانی ۱۹۳۶ را کسب کند.